# Co-NP
En informatique théorique, co-NP (ou coNP) est une classe de complexité, c'est-à-dire un ensemble de problèmes de décision au sens de la théorie de la complexité. C'est la classe complémentaire (au sens de la complexité) de la classe NP.

## Définitions
On donne deux définitions équivalentes.

### À partir de NP
co-NP est l'ensemble des langages qui ont pour complémentaire (au sens des langages) un langage de NP.
Une autre façon de voir est que co-NP est l'ensemble des langages pour lesquels une preuve vérifiable en temps polynomial peut prouver la non-appartenance du mot au langage (des contre-exemples).

### Par certificat
On peut définir la classe coNP en utilisant des certificats.
Sur un alphabet {\displaystyle \Sigma }, un langage {\displaystyle L} est dans co-NP, s'il existe un polynôme {\displaystyle P} et une machine de Turing en temps polynomial {\displaystyle M}, tels que pour un mot {\displaystyle x}, on a équivalence entre  {\displaystyle x\in L} et le fait que pour tout certificat {\displaystyle c\in \Sigma ^{P(|x|)}}, la machine {\displaystyle M} accepte l'entrée {\displaystyle (x,c)}.

## Problèmes co-NP-difficiles
Comme pour la classe NP, on définit la notion de problème co-NP-difficile. Un problème est co-NP-difficile si tout problème co-NP s'y réduit en temps polynomial. Un problème est co-NP-complet s'il est dans co-NP et il est co-NP-difficile.

## Exemples
De tout problème dans NP, on peut construire un problème « dual » dans co-NP.
| Problème dans NP | Problème complémentaire dans coNP |
| --- | --- |
| le problème SAT : étant donné une formule booléenne, existe-t-il une assignation de ses variables qui la rend vraie ? | étant donné une formule booléenne, est-elle fausse pour toute assignation de ses variables ? (même si on considère plutôt le problème de la validité qui est inter-réductible au problème précédent : étant donné une formule booléenne, est-elle vraie pour toutes les assignations de ses variables ?) |
| le problème du chemin hamiltonien : étant donné un graphe G, existe-t-il un chemin hamiltonien ?                      | le problème de la non-existence d'un chemin hamiltonien : étant donné un graphe G de n nœuds et m arcs, est-il vrai qu'aucune combinaison de n arcs parmi m ne constitue un chemin hamiltonien? |
| le problème de la clique : étant donné un graphe G et un entier k, existe-t-il une clique de taille k dans G ?        | le problème de la non-clique : étant donné un graphe G et un entier k, est-il vrai que G ne possède pas de clique de taille k ? |

## Liens avec les autres classes
La question co-NP = NP est une question ouverte mais il est conjecturé que ces classes sont différentes. Si P = NP, alors NP = co-NP mais la réciproque n'est pas connue.
On sait que {\displaystyle P\subseteq NP\cap co{-}NP}, mais l'égalité est une question ouverte. Le problème du test de primalité est connu pour être dans NP et co-NP, mais on pensait généralement qu'il n'était pas dans P ; jusqu'à ce qu'en 2002 on démontre qu'il est dans P (Théorème AKS).
Dans la hiérarchie polynomiale, co-NP correspond au premier étage universel : co-NP = {\displaystyle \Pi _{1}^{p}}.

## Co-NP-complet
En théorie de la complexité, un problème est dit co-NP-complet s'il est co-NP et si tout problème co-NP est réductible en temps polynomial à lui. Autrement dit, c'est la classe des problèmes complets correspondant à co-NP. Tout problème co-NP-complet est le complémentaire d'un problème NP-complet.